# Železnovodsk
Železnovodsk (anche traslitterato come Zheleznovodsk) è una città della Russia ciscaucasica (Kraj di Stavropol'), situata sulle pendici settentrionali del Caucaso, 191 chilometri a sudest del capoluogo Stavropol'.

## Storia
Fondata nel 1842 come sloboda, ricevette status di città nel 1917. La città è soprattutto un centro turistico, per via della presenza di numerose sorgenti di acque termali; il nome della città viene appunto dalle parole russe железо (železo), ferro, e вода (voda), acqua, con riferimento a certe caratteristiche delle acque termali che vi sgorgano.

## Società

### Evoluzione demografica
Fonte: mojgorod.ru
- 1897: 300
- 1926: 22.000
- 1939: 7.400
- 1959: 10.700
- 1979: 23.500
- 1989: 28.500
- 2002: 25.135
- 2007: 24.100